# 12311 Ingemyr
12311 Ingemyr este un asteroid din centura principală de asteroizi.

## Descriere
12311 Ingemyr este un asteroid din centura principală de asteroizi. A fost descoperit pe 1 martie 1992 la Observatorul La Silla în cadrul programului UESAC. Asteroidul prezintă o orbită caracterizată de o semiaxă mare de 2,65 ua, o excentricitate de 0,20 și o înclinație de 5,4° în raport cu ecliptica.